# 濟杜里鄉
45°18′N 27°5′E / 45.300°N 27.083°E
濟杜里鄉（羅馬尼亞語：Comuna Ziduri, Buzău），是羅馬尼亞的鄉份，位於該國東南部，由布澤烏縣負責管轄，面積86平方公里，海拔高度74米，2007年人口4,730，人口密度每平方公里55人。